# Flavio Martínez Labiano
Flavio Martínez Labiano (* 6. September 1962 in Donostia-San Sebastián, Spanien) ist ein spanischer Kameramann.

## Leben
Labiano begann seine Ausbildung am Instituto Oficial de Radio y Televisión in Madrid. Er schloss sich zeitweilig La Cuadrilla an, einer 1979 von Santiago Aguilar und Luis Guridi gegründeten Gruppe Filmschaffender. Mit ihnen drehte er seinen Debütfilm Pez und einige weitere Kurzfilme. Neun Jahre später war er auch am ersten Spielfilm der Gruppe, Justino – Der Mordbube, als Kameramann und Associate Producer beteiligt.
Labiano studierte am American Film Institute in Los Angeles, wo er mit dem Master of Fine Arts abschloss. Dort lernte er den Regisseur Mariano Barroso kennen, mit dem er 1994 den Film Mein Seelenbruder schuf. 1996 wurde Labiano für seine Kameraführung bei dem Horror-Thriller El día de la bestia für den spanischen Filmpreis Goya nominiert. Seit den 2000ern arbeitete er wiederholt mit dem Regisseur Jaume Collet-Serra zusammen. Dabei entstand eines seiner erfolgreichsten Werke, der Action-Thriller Unknown Identity.

## Filmografie (Auswahl)
- 1985: Pez (Kurzfilm)
- 1994: Justino – Der Mordbube (Justino, un asesino de la tercera edad)
- 1994: Mein Seelenbruder (Mi hermano del alma)
- 1995: El día de la bestia
- 1997: Perdita Durango
- 2001: Bones – Der Tod ist erst der Anfang (Bones)
- 2002: 800 Bullets (800 balas)
- 2006: Goal II – Der Traum ist real! (Goal II – Living the Dream!)
- 2007: Timecrimes – Mord ist nur eine Frage der Zeit (Los cronocrímenes)
- 2011: Unknown Identity (Unknown)
- 2014: Non-Stop
- 2015: The Gunman
- 2016: The Shallows – Gefahr aus der Tiefe (The Shallows)
- 2017: Das Tal der toten Mädchen (El guardián invisible)
- 2020: Horizon Line
- 2021: Jungle Cruise
- 2024: The Killer’s Game